# ریچارد هکلوت
ریچارد هلکوت (به انگلیسی: Richard Hakluyt) (حدود ۱۵۵۲ یا ۱۵۵۳ – ۲۳ نوامبر ۱۶۱۶) نویسنده و روحانی اهل انگلستان بود.
وی بیشتر به خاطر کوشش‌هایی که در نوشته‌هایش برای تشویق مردم انگلیس به مهاجرت و سکونت در آمریکای شمالی می‌کرد معروف است.
وی برای این کار مجموعه‌ای از سفرنامه‌ها، رهنامه‌ها و شرح اکتشافات مربوط به آمریکای شمالی را می‌نوشت و با این نوشته‌ها توجه دربار انگلیس را به سودمندی‌های ساخت کوچ‌نشین در سرزمین‌های جدید غرب (ینگه دنیا) جلب می‌کرد.
وی در این نوشته‌ها این‌گونه استدلال می‌کرد که گسترش کوچ‌نشین‌ها به یافتن مسیر بازرگانی به آسیا کمک می‌کند و ایجاد مهاجرنشین‌های مختلف حمله به اسپانیا را تسهیل می‌کند.
ریچارد هکلوت در کتاب خود به نام «جهانگردان» در نامه‌ای به یکی از بازرگانان هموطن خود می‌نویسد: «در ایران فرش‌هایی از پشمِ زِبْر که در اطراف، دارای رشته‌های نخی است خواهی دید. این فرش‌ها بهترین نوع فرش عالم و رنگ‌های آن بهترین و زیباترین رنگ‌هاست. تو باید به این کشور بروی و به انواع وسایل باید متوسل بشوی تا بتوانی از مردم آنها، طرز رنگ کردن (خامهٔ) قالی را یاد بگیری زیرا این‌ها به طوری رنگ شده که باران و سرکه و شراب در رنگشان تأثیر نمی‌کند و چون تو این علم را از آنها آموختی و به اسرار آن دست یافتی خواهی توانست در رنگ کردن قماش، آن را به کار بری و به دوام آن اطمینان داشته باشی. زیرا رنگی که در رشته‌های زبر ثابت باشد، قطعاً در رشته‌های باریک منسوجات ثابت‌تر است. البته در ضمن باید از رنگ‌های مایع و وسایل رنگرزی و بهای آن‌ها آگاه شوی».

## پیشینه
نیاکان هکلوت از اهالی ولز بودند که در هیرفوردشایر نشیمن گزیدند.
هکلوت در مدرسه وست‌مینستر و کلیسای مسیح آکسفورد تحصیل کرد. بین سال‌های ۱۵۸۳ و ۱۵۸۸ او پیش‌نماز بود و منشی‌گری سر ادوارد استفورد، سفیر انگلیس در دربار فرانسه را برعهده داشت.
هکلوت مشوق اصلی ارسال عریضه به جیمز یکم در سال ۱۶۰۶ برای دریافت مجوز از سوی کمپانی ویرجینیا برای اسکان مهاجران در منطقه ویرجینیای آمریکا بود.
بعدها انجمن هکلوت نوشته‌های علمی در مورد سفرها و مشاهدات مختلف منتشر کرد.